# Wollaston, West Midlands
Wollaston är en ort i distriktet Dudley, i grevskapet West Midlands, i England. Wollaston var en civil parish från 1866 till 1974. Denna civil parish hade 5 747 invånare år 1951.